# Kumiko Iijima
Kumiko Iijima (jap. 飯島久美子 Iijima Kumiko; ur. 22 października 1982 w Fujioce) – japońska tenisistka.

## Kariera tenisowa
Tenisistka występująca głównie w rozgrywkach ITF. Zadebiutowała w czerwcu 1998 roku kwalifikacjami w Bastard, które wygrała, ale w turnieju głównym odpadła w pierwszej rundzie. Na tym samym turnieju lepiej poszło jej w grze podwójnej, gdzie dotarła do ćwierćfinału. W 1999 roku, w Haibarze, wygrała swój pierwszy turniej deblowy, a w singlu dotarła do finału.
Pierwszy singlowy turniej wygrała dopiero po ośmiu latach, w 2007 roku, w rodzinnej prefekturze Gunma, gdzie w finale pokonała rodaczkę Natsumi Hamamurę, a w drodze do finału takie zawodniczki jak Rika Fujiwara czy Remi Tezuka. W sumie wygrała cztery turnieje w grze pojedynczej i dwadzieścia w grze podwójnej rangi ITF.
W 2000 roku otrzymała dziką kartę do udziału w kwalifikacjach turnieju WTA w Tokio, ale Czeszka Dája Bedáňová okazała się od niej lepsza już w pierwszej rundzie. W lutym 2001 roku, ponownie z dziką kartą, wystąpiła na innym turnieju w Tokio, gdzie tym razem pokonała w pierwszej rundzie Junri Namigatę, ale w drugiej przegrała z Saori Obatą.
W 2007 roku zagrała w kwalifikacjach do wielkoszlemowego US Open, ale odpadła w pierwszej rundzie, przegrywając z Lucie Hradecką. Najbardziej udany występ w rozgrywkach wielkoszlemowych odnotowała w 2008 roku, w kwalifikacjach do Wimbledonu, w których dotarła do trzeciej rundy, pokonując w dwóch pierwszych Soledad Esperón i Lilię Osterloh.
Najwyższe, 182 miejsce, w światowym rankingu osiągnęła 9 maja 2011 roku.

## Wygrane turnieje rangi ITF
| turnieje z pulą nagród 100 000 $ |
| turnieje z pulą nagród 75 000 $  |
| turnieje z pulą nagród 50 000 $  |
| turnieje z pulą nagród 25 000 $  |
| turnieje z pulą nagród 15 000 $  |
| turnieje z pulą nagród 10 000 $  |

|    | Data       | Turniej    | Kat. | ($)    | Naw.     | Finalistka       | Wynik         |
| 1. | 03/06/2007 | Gunma      | ITF  | 25 000 | dywanowa | Natsumi Hamamura | 3:6, 6:3, 7:6 |
| 2. | 23/09/2007 | Tsukuba    | ITF  | 25 000 | twarda   | Anna Yelsey      | 6:4, 6:0      |
| 3. | 26/09/2010 | Makinohara | ITF  | 25 000 | dywanowa | Shiho Akita      | 6:1, 6:2      |
| 4. | 03/10/2010 | Hamanako   | ITF  | 25 000 | dywanowa | Erika Sema       | 6:7, 6:2, 6:4 |